# Universitat Jiao Tong de Shanghai
La Universitat Jiao Tong de Shanghai (xinès simplificat: 上海交通大学; xinès tradicional: 上海交通大學; pinyin: Shànghǎi Jiāotōng Dàxué; sigles: Jiao Da (交大) o SJTU) és una institució d'educació superior de la Xina, localitzada a la ciutat de Shanghai. Es tracta d'una de la universitats més antigues de la Xina i els seus orígens es remunten al 1896 amb la fundació de l'escola pública Nan Yang; el nom actual es va fixar el 1959. Depèn directament del Ministeri d'Educació i de la municipalitat de la Ciutat de Shanghai.
Aquesta universitat és reconeguda pel seu paper destacat en la ciències i les enginyeries; però la seva fama mundial prové del rànquing d'universitats que elabora el seu Institut d'Educació Superior, amb un gran reconeixement a nivell internacional i que es fonamenta en l'estudi de la metodologia per a la classificació acadèmica d'universitats del món.

## Graduats destacats
- Jiang Zemin (江澤民) - Expresident de la República Popular de la Xina
- Lu Dingyi (陸定一) - Polític
- Ding Guangen (丁關根) - Polític
- Wang Daohan (汪道涵) - Polític
- Qian Xuesen (錢學森) - Científic, excap del programa espacial xinès
- Wenjun Wu (吳文俊) - Matemàtic
- Zou Taofen (鄒韜奮) - Periodista
- Mao Yisheng (茅以升)- Professor i enginyer civil
- Cai Er (蔡鍔) - Militar
- Huang Yanpei (黃炎培)- Polític
- Shao Lizi (邵力子)- Escriptor i polític
- An Wang (王安)- Científic, inventor i fundador dels Laboratoris Wang
- Wen Tsing Chow (周文俊) - Pioner de la computació i expert aeroespacial
- Mao Daolin (茅道临) - exCEO de "Sina.com", gendre de l'expresident Hu Jintao
- Neil Shen (沈南鵬)- Fundador de "Ctrip.com", cap de "Sequoia China".
- Jiang Jianqing (姜建清) - President del Banc Industrial i Comercial de la Xina.
- Isaac Mao (毛向辉) - Blocaire i investigador